# Енциклопедія Радянської Литви
Енциклопе́дія Радя́нської Литви́ (лит. Tarybų Lietuvos enciklopedija) — краєзнавча енциклопедія, що була видана в Литовській РСР. Включає статті на тематику археології, історії, природи, науки, культури, міст, районів, біографії відомих людей. Тематика стосувалася лише Литви. Видана в 4 томах в 1985—1988 рр. у Вільнюсі. Енциклопедію часто плутають з Литовською радянською енциклопедією, але ЕРЛ не включає такі тематичні розділи як технологія, біологія, фармакологія, хімія, медицина, математика тощо.

## Структура
- Том 1 (A-Grūdas), 1985
- Том 2 (Grūdas-Marvelis), 1986
- Том 3 (Masaitis-Simno), 1987
- Том 4 (Simno-Žvorūnė), 1988